# Microgramma lycopodioides
Microgramma lycopodioides là một loài thực vật có mạch trong họ Polypodiaceae. Loài này được (L.) Copel. miêu tả khoa học đầu tiên năm 1947.